# Halil Kanačević
Halil Kanačević, né le 23 octobre 1991, à Staten Island (New York), aux États-Unis, est un joueur de basket-ball américano-monténégrin. Il évolue au poste d'ailier fort.

## Palmarès
- Champion du Monténégro 2016
- Coupe du Monténégro 2016